# NGC 1277

NGC 1277

في الفهرس العام الجديد NGC 1277 هي مجرة محدبة من القدر 14.7m. تقع على مسافة تقدر بحوالي 220 مليون سنة ضوئية 65.9 مليون فرسخ فلكي من النظام الشمسي في كوكبة حامل رأس الغول وتنتمي لعنقود مجرات حامل رأس الغول. اكتشفت في 4 ديسمبر 1875 من قبل لورانس بارسونز، إيرل روس الرابع.
وقد أطلق على NGC 1277 «بقايا الكون المبكر» نظرا لنجومها التي تشكلت منذ حوالي 12 مليار سنة مضت خلال فترة 100 مليون سنة. وتشكلت نجوم المجرة بمعدل أسرع بنحو 1000 مرة من معدل تكون نجوم مجرة درب التبانة في فترة قصيرة من الزمن. وبعد أن وصلت عملية تكون النجوم تلك إلى نهاية مسارها تركت NGC 1277 مكتظة بجمهرة نجوم غنية بالمعادن والتي هي في الوقت الحاضر، أكبر بحوالي 7 مليارات سنة من الشمس. ومن غير المؤكد حتى الآن ما إذا كانت NGC 1277 «مجرة قديمة». ولا تزال الدراسات الحالية تقوم بدراسة هذة الاحتمال. ولقد كشفت الدراسات الأولية لمجرة NGC 1277 احتمال وجود ثقب أسود فائق في وسط هذه المجرة.

## وصلات خارجية
- NGC 1277 على موقع ويكي سكاي: DSS2, SDSS, GALEX, IRAS, Hydrogen α, X-Ray, Astrophoto, Sky Map, Articles and images